# Еник тип B2
Еник тип B2 (фр. Unic Type B2) је аутомобил произведен 1906. године од стране француског произвођача аутомобила Еник.